# 小川直也
小川 直也（おがわ なおや、1968年3月31日 - ）は、日本の男性柔道家、元総合格闘家、元プロレスラー、体育学者、YouTuber。東京都杉並区出身。学位は体育学修士（筑波大学大学院・2013年）。
全日本柔道選手権優勝7回（5連覇、2連覇）は山下泰裕に次ぐ歴代2位。実業団柔道ではJRA職員として活躍。長男は柔道家の小川雄勢。

## 柔道

### 高校時代
私立八王子高等学校の面接試験の際には、体格のよさを後に恩師となる面接官の小野実に見込まれて、入学したら柔道をやってみないかと問われた際に、本当はラグビーに興味を持っていたが、印象を良くするために柔道をやってみたいと答え、無事合格を果たした。
八王子高校に入学後、柔道部部長である小野と監督である川野昭吾の指導によって力を付け始め、高校3年の時に金鷲旗ではベスト16、インターハイ重量級では優勝した天理高校の中谷弘に敗れて入賞はならなかったが、国体では世田谷学園高校の古賀稔彦とともに活躍して東京都の優勝に貢献した。
後の述懐では、高校3年の金鷲旗で何とか競り勝ってベスト16まで到着した時から、柔道に対する自信が付きはじめ、それまでとは何かが変わったと感じるようになったと回想していた。
因みに高校時代は柔道の２学年先輩の父が元大関・大麒麟の押尾川親方が師匠を務めていた押尾川部屋の後援者であった関係で1回押尾川部屋に見学に行ったことがある。押尾川親方からは口説き文句半分ではあろうが「君なら、いい大関になれる!」と才能を評価された。元貴闘力は「相撲やってたら結構、いいところで一緒にやってたかもしれないし。もしかしたら、若貴のいいライバルになってたかもしれないよね」と角界入りしなかったことを惜しんでいた。

### 大学時代
1986年4月には明治大学経営学部経営学科に進学した。柔道部監督の上村春樹と助監督である原吉実（当時の上村は全日本の監督も引き受けていたために忙しく、助監督である原が道場で小川に直接指導することが多かった）の指導の下で力を付けて、11月には全日本学生（無差別）において順調に勝ち上がり、決勝では東海大学の関根英之との1年生対決を判定2-1の微妙な内容ながら制して、山下泰裕以来10年ぶりの1年生チャンピオンに輝いた（後の引退会見の時に、この試合での優勝が一番印象に残っていると述懐した）。
続く全日本新人体重別選手権大会では準決勝で日本大学の金野潤に判定負けして3位に終わった。
12月にはブラジルのサンパウロで開催された世界学生に出場して、初戦で韓国の金建秀に合技で敗れるも、その後の3位決定戦でポーランドのイェルジィ・コラノフスキを出足払で破り3位となった。また、団体戦では優勝を果たした。
1987年1月には正力国際の無差別に出場して、準決勝で当時の外国勢最強の選手と見なされていたソ連のグリゴリー・ベリチェフを払腰で破るものの、決勝では東ドイツのヘンリー・ストールに払腰で技ありを取られて2位に終わった。しかしながら、ベリチェフを豪快な一本で破ったことで、一躍マスコミから斉藤仁、正木嘉美に次ぐ重量級第三の男として注目された。
6月にはこの当時、全日本学生柔道連盟と対立関係にあった全日本大学柔道連盟が主催する全日本大学柔道体重別選手権大会で優勝したが、学生優勝大会ではベスト8で敗れた。
7月には体重別決勝で、新日本製鐵の滝吉直樹を判定で破り初優勝を果たしたことにより、世界選手権の代表候補に選ばれた。
10月の正力杯決勝では、高校の時から苦手にしていた金野を判定 (3-0) ながらも6回目の対戦にして初めて破り優勝を飾った。
11月には西ドイツのエッセンで開催された世界選手権に補欠として出向いたが、当初2階級に出場する予定だった正木が初日の95kg超級初戦でベリチェフに敗れた際に持病の腰痛を悪化させたため無差別には出場できなくなり、代わって小川が出場することになった。2回戦は指導勝ち、3回戦は判定勝ちと予選ラウンドはややもたついたものの、準決勝ではソ連のハビル・ビクタシェフを合技で下すと、決勝ではイギリスのエルビス・ゴードンと対戦して開始すぐに払腰を返されるが場外でポイントにならず、その後小外刈で技ありを取って優勢勝ちして、史上最年少の19歳7か月で世界チャンピオンとなり、一躍1988年ソウルオリンピック95kg超級代表の有力候補となった。
帰国直後に出場した選抜団体では愛知県警の秀川豊に大外返で一本負けを喫するが、チームは3位となった。
12月には史上最年少で世界チャンピオンになったことが評価されて、日本スポーツ賞大賞を受賞した。
1988年4月には推薦で全日本選手権に初出場するが、準々決勝で86kg級の選手である旭化成の大迫明伸に中盤以降何度も崩されたことによって判定で敗れて、斉藤、正木とのオリンピック代表争いから大きく引き離された。
6月には体重別の準決勝で正木を判定で破るも、決勝で斉藤に小内巻込で効果を取られて2位にとどまり、オリンピック代表にはなれなかった。
続く学生優勝大会では3位に終わった。
8月のアジア選手権無差別では準決勝で北朝鮮のファン・ジェキル、決勝でも中国の徐国清を破ってオール一本勝ちで優勝を果たした。
10月の正力杯では決勝で関根から内股で技ありを取り2連覇を達成した。
さらに全日本学生に出場して、決勝では78kg級世界チャンピオンである筑波大学の岡田弘隆がケガで棄権したため、不戦勝で2年ぶり2度目の優勝を果たした。
12月の選抜団体では3位に終わった。
続くグルジアのトビリシで開催された世界学生では、95kg超級に出場してオール一本勝ちで優勝したが、団体戦では2回戦で敗れた。
1989年3月には全日本選手権東京予選で優勝を果たすと、4月の全日本選手権では関根との史上初の大学生同士の決勝対決を横四方固で一本勝ちすることによって制して初優勝を果たした。
6月の学生優勝大会では東海大学に敗れて2位に終わった。
7月の体重別では決勝で関根を支釣込足で破って優勝を果たして、世界選手権では95kg超級と無差別両方の代表となった。
10月にはユーゴスラビアのベオグラードで開催された世界選手権に出場して、95kg超級の決勝ではキューバのフランク・モレノを横四方固、無差別の決勝ではソ連のアカキ・キボルザリゼを上四方固でそれぞれ破り、計8試合をオール一本勝ちして圧倒的な強さで2階級制覇を達成した。
翌年3月には明治大学を卒業した。

### 社会人時代
1990年4月からはJRAサービス推進部保安企画課所属となった。小川はプロレスラーに転身後、この部署で担当していた業務について事情を明かしており、「競馬はやはりギャンブルですから、熱中するあまり周りのお客様に迷惑をかける方がいるんですよ。その場合は緊急事態として怪我をさせない程度に抑えつけるというか、早い話がJRA直属のガードマンをやっていました」と解説している。
社会人になって初めての大会となる全日本選手権では準決勝で金野を注意で破ると、決勝では71kg級世界チャンピオンである平成の三四郎こと古賀稔彦との夢の対決となったが、序盤から優勢に試合を進めて7分過ぎに足車で一本勝ちして大会2連覇を達成した。大会後のインタビューでは、古賀が決勝まで上がってくることは全く予想していなかったが、JRAの監督である関勝治に小さい相手ともよく練習しておけと言われたことで、大学の3年後輩で古賀と同じくらいの体格である秀島大介とは特によく練習したことで、決勝ではスムーズに勝つことが出来たと述べた 6月には実業団体2部に出場して、JRAの優勝に大きく貢献した。7月には体重別の準決勝で金野に苦戦するが辛くも注意で勝ち上がると、決勝では関根を朽木倒の有効で破って北京アジア大会代表に選ばれた。9月のアジア大会では日本オリンピック委員会から日本選手団全体の主将に選ばれるが、95kg超級の準決勝で北朝鮮のファンに合技で敗れる予想外の結果となった。実に2年3ヶ月ぶりの敗戦であった。3位決定戦ではイランのF・ファラヒを上四方固で破った。11月の嘉納杯95kg超級決勝では金野を判定で破ると、無差別決勝でもフランスのダビド・ドゥイエを小外刈の有効で破り、2階級制覇を達成した。
1991年4月の全日本選手権では決勝で金野を判定で破り3連覇を達成した。5月の体重別は欠場したが世界選手権95kg超級代表に選ばれた。7月にスペインのバルセロナで開催された世界選手権では95kg超級の準決勝でソ連のセルゲイ・コソロトフに崩袈裟固で敗れるも、3位決定戦ではフィンランドのユハ・サロネンに反則勝ちした。当初無差別は関根が出場する予定だったが、選手団長の神永昭夫に無差別にも出場する意思があるのか尋ねられると、｢やらせてください｣｢無差別級で優勝できなければ、ボクは現役を辞めて責任をとります｣と固い決意のほどを述べたことによって、全日本監督である上村春樹が小川を無差別にも出場させることを最終的に決定した。その準決勝ではベルギーのハリー・ファンバルネベルトに小外刈を返されて先に技ありを取られるも横四方固で逆転勝ちすると、決勝ではソ連のダヴィド・ハハレイシヴィリを体落で破り、オール一本勝ちで無差別3連覇を果たした。
1992年4月の全日本選手権決勝では後輩である明治大学4年の大漉賢司を横四方固で破り4連覇を達成した。5月の体重別は欠場したが、1992年バルセロナオリンピック代表に選ばれた。7月に迎えたバルセロナオリンピックでは準決勝でドゥイエを体落と崩袈裟固の合技で下すと、決勝では昨年の世界選手権決戦で破っていたソ連崩壊でEUN代表となったハハレイシヴィリとの対戦となるも、開始早々に大腰で技ありを取られると、1分を過ぎたところで小外掛で再び技ありを取られ、合技で一本負けとなり銀メダルに終わった。大会後のインタビューでは、オリンピックで勝ったら柔道を辞めようと思っていたと述べた。
しかし現実にはオリンピックで敗れたことにより、その責任を感じて現役を退くことも考えたが、恩師である原吉実に説得されて現役を続行することにしたとも語った。11月には嘉納杯無差別に出場して、準決勝でコソロトフを警告で破るも、決勝ではバンバルネベルトから先に小外刈で有効を取るも裏投で技ありを取られて逆転負けを喫して2位に終わった。
1993年4月の全日本選手権決勝では金野から足車で一本勝ちして5連覇を達成した。7月の体重別では決勝で関根を判定で破って優勝して世界選手権代表に選ばれた。10月にカナダのハミルトンで開催された世界選手権では無差別に出場したが、準決勝でポーランドのラファウ・クバツキに払釣込足で敗れるも、3位決定戦でハンガリーのチェース・イムレを掬投で破った。なお、今大会で小川が3位に終わったことにより、世界選手権の無差別における日本選手の連勝記録が13連覇で止まることになってしまった。
1994年4月の全日本選手権準決勝では、大学の後輩である新日本製鐵の吉田秀彦と対戦して、前半は優勢に試合を進められるが中盤に支釣込足で大きく崩すも判定となり、1-2の微妙な内容ながら敗れて大会6連覇はならなかった。12月には講道館杯に出場するも、決勝で天理大学の篠原信一に0-3の判定で敗れた。引退後には、自分の指導者人生は小川に始まり小川で終わるとまで述べた原吉実との師弟対談において、この時期の判定に関しては納得いかず、｢正直言って、俺に引退されたら困らないのかなあ、それにしては乱暴な扱いだなあと思っていましたよ｣と大きな不満を抱いていたことを率直に語っていた。
1995年の2月にはフランス国際に出場するが、準決勝でドゥイエに大内刈で敗れるも、3位決定戦ではアルゼンチンのオルランド・バッチーノを足車で破った。続いてオーストリア国際にも出場するが、準決勝でオーストリアのエリック・クリューゲルに指導を取られて敗れて3位決定戦は棄権した。3月には6年ぶりに全日本選手権の東京予選に出場すると、出場権を確保したベスト8の段階で棄権した。4月の全日本選手権では決勝で篠原を横四方固で破り、2年ぶり6度目の優勝を果たした。5月の体重別準決勝では金野相手にお互いに牽制しあうあまり両者反則負けとなった。6月の実業団体1部決勝での新日本製鐵戦では吉田と対戦するが引き分けとなり、チームも2位に終わった。9月に幕張で開催された世界選手権では、準決勝でドイツのフランク・モラーに一本背負投で有効を取られて敗れるが、3位決定戦ではトルコのセリム・タタログルに足車で一本勝ちした。12月の講道館杯決勝では金野に2-1の微妙な判定ながら勝利した。
1996年2月のフランス国際では準決勝でタタログルに体落で一本勝ちすると、決勝はクバツキの棄権により優勝を果たした。4月の体重別準決勝では篠原を注意で破るが、決勝で警視庁の真喜志慶治に0-3の判定で敗れて2位に終わった。続く全日本選手権では準々決勝で金野に2-1の微妙な内容で判定勝ちすると（ちなみに、当時の全日本監督である山下泰裕はこの試合で主審を務めていたが、金野の方に旗を揚げた）、準決勝では会社の後輩であるJRAの賀持道明を横四方固で破り、決勝では日本道路公団の三谷浩一郎から掬投で一本勝ちして2年連続7度目の優勝を飾るとともに、1996年アトランタオリンピック代表に選ばれた。7月のアトランタオリンピックでは、準々決勝でクバツキから先に体落で有効を取るが終了間際に双手刈で有効を取り返されるものの3-0で判定勝ちするが、準決勝でドゥイエ相手に先に内股で有効を取られるがその後はよく攻めたものの結局ポイントを取り返せず敗れ、3位決定戦ではモラーに払巻込で敗れて5位に終わった。9月には全柔連に国際試合強化選手の辞退届けを提出し、現役を引退した。
1997年2月にはJRAを退職してフリー格闘家への転向を表明した。
現在
2025年1月現在、2006年に開設した小川道場にて道場長を務めている。

## 柔道スタイル
柔道の特徴としては、左組み手から相手の奥襟を掴んで頭を下げさせながら、7500ccの肺活量にものを言わせてひたすら前に出て技を繰り出して相手のスタミナを消耗させ3分過ぎに仕留めることが少なくなかったことから、いわゆる｢3分間柔道｣と呼ばれることもあった。但し、このスタイルには無駄な時間浪費と批判する向きも合った。本人によると、自分の技は一瞬のひらめきで出てくるので得意技は特にないとのことだが、内股、小外刈、小外掛、支釣込足、体落、足車などが試合ではよく使われていた。後期になると掬い投げも多用するようになった。また、支釣込足で相手を崩して抑込技に移行するパターンもよく見られた。支釣込足や膝車では腕挫腕固を併用するパターンもよく見られた。このような関節技を併用した投げは本来ノースコアとなるが小川の場合はスコアが与えられるケースがあった。小川雄勢がこの技を引き継ぎグランドスラム・東京2017男子100kg超級決勝戦で小川直也が見守る中この技を出し技ありのスコアを主審が宣したがビデオ判定でルール通り技あり取り消しでノースコアとなった。寝技は抑込技が中心で、絞め技や関節技はあまり使わなかった。しかしながら大きな大会で抑え込一本確実な状態の横四方固からの腕緘（V1アームロック）、肩袈裟固からの腕挫腕固で勝利している。一方で学生時代に巻込技は使わないように指導されていたこともあって、巨体ながらそれを使うことはほとんどなかった。相手を問わず一本勝ちで勝利することが多かった反面、外国選手との対戦で負けた場合は一本負けが少なくなかったので、受けの点ではやや不安定な面もあった。

## 戦績
無差別以外は全て95kg超級での成績。
- 1985年 - 国体 少年の部 優勝
- 1986年 - 全日本学生 優勝
- 1986年 - 新人体重別 3位
- 1986年 - 世界学生 無差別 3位、団体戦 優勝
- 1987年 - 正力国際 無差別 2位
- 1987年、1989年、1990年、1993年 - 選抜体重別で合計4度の優勝
- 1987年 - 全日本大学柔道体重別選手権大会 優勝
- 1987年 - 正力杯 優勝
- 1987年 - 世界選手権 無差別 優勝
- 1987年 - 選抜団体 3位
- 1988年 - 全日本選手権 5位
- 1988年 - 体重別 2位
- 1988年 - 学生優勝大会 3位
- 1988年 - アジア選手権 無差別 優勝
- 1988年 - 正力杯 優勝
- 1988年 - 全日本学生 優勝
- 1988年 - 選抜団体 3位
- 1988年 - 世界学生 無差別 優勝
- 1989年から1993年、1995年から1996年 - 全日本選手権で合計7度の優勝
- 1989年 - 学生優勝大会 2位
- 1989年 - 世界選手権 95kg超級 優勝、無差別 優勝
- 1990年 - 実業団体2部 優勝
- 1990年 - アジア競技大会 3位
- 1990年 - 嘉納杯 95kg超級 優勝、無差別 優勝
- 1991年 - 世界選手権 95kg超級 3位、無差別 優勝
- 1992年 - バルセロナオリンピック 2位
- 1992年 - 嘉納杯 無差別 2位
- 1993年 - 世界選手権 無差別 3位
- 1994年 - 全日本選手権 3位
- 1994年 - 講道館杯 2位
- 1995年 - フランス国際 3位
- 1995年 - オーストリア国際 5位
- 1995年 - 体重別 3位
- 1995年 - 実業団体1部 2位
- 1995年 - 世界選手権 3位
- 1995年 - 講道館杯 優勝
- 1996年 - フランス国際 優勝
- 1996年 - 体重別 2位
- 1996年 - アトランタオリンピック 5位

## 有力柔道家との対戦成績
| 国籍                | 選手名                     | 内容   |
| ------------------- | -------------------------- | ------ |
| 日本の旗            | 篠原信一                   | 2勝1敗 |
| フランスの旗        | ダビド・ドゥイエ           | 2勝2敗 |
| ジョージア (国)の旗 | ダヴィド・ハハレイシヴィリ | 3勝1敗 |
| ポーランドの旗      | ラファウ・クバツキ         | 2勝1敗 |
| ロシアの旗          | セルゲイ・コソロトフ       | 1勝1敗 |
| ドイツの旗          | フランク・モラー           | 2勝2敗 |
| ベルギーの旗        | ハリー・ファンバルネベルト | 4勝1敗 |
| ソビエト連邦の旗    | グリゴリー・ベリチェフ     | 1勝    |
| キューバの旗        | フランク・モレノ           | 3勝    |

## プロレス

### UFO入団
柔道で世界の頂点に立った経歴から、小川もその格闘家としてのポテンシャルの高さが期待され、アントニオ猪木と佐山聡の設立したUFOに入団した。
1997年4月12日にプロ格闘家として必殺技の「STO（スペース・トルネード・オガワ）」を引っ提げて新日本プロレスマットに立ち、デビュー戦はノンタイトルながら当時のIWGPヘビー級王者であった橋本真也にSTOからの裸絞めで勝利した。
1か月後の5月3日、新日本初の大阪ドームで行われた同王座を賭けた再戦では、橋本から頭部へ蹴りを受け失神KO負けを喫した。小川にとって、この試合が唯一橋本に敗れた試合となった。
以降スランプとなり、1997年8月10日の新日本ナゴヤドーム大会でグレート・ムタに敗れ、1998年4月4日に東京ドームで行われた猪木引退興行での「ファイナルイノキトーナメント」と題された、猪木の対戦相手決定トーナメントではドン・フライに敗れ、猪木との対戦は叶わなかった。

### 新日本プロレス参戦

#### 橋本との抗争
1999年1月4日、東京ドーム大会における3度目の橋本戦において、自らをスランプに追い込んだ橋本に対して、セメントを小川は仕掛けた。小川は、橋本が入場曲をバックに花道を入場する途中で「橋本!死ぬ気があるなら上がって来いっ!」と、リング上から前代未聞の「相手の入場中にマイク挑発」を行い、試合前から不穏な雰囲気が漂った。
試合が始まって間もなく、小川から数発のパンチを受けた橋本は小川に不可解なレッグダイブを繰り返した。それは小川をロープ、コーナーに単に押し付け続けるもので、ブレイクを命じられても橋本は意図的に膠着状態を続けた。間に入ったレフェリーのタイガー服部を橋本が蹴りつけノーレフェリー状態になると、観客もその試合の異常を感じ始めた。小川は橋本を倒し、マウントポジションを取り、頭部を「プロレス的」ではないパンチで殴り、うつ伏せで倒れた橋本の後頭部を踏みつけ、エプロンに逃れようと転がる橋本の無防備な顔面を蹴りつけ、橋本がリング外に転落すると、その異様な展開に場内は騒然とした。橋本のセコンドについていた中西学らだけでなく、当時橋本と敵対していた小原道由までもが小川に詰め寄り、大混乱の中、試合はノーコンテスト（6分58秒）となった。
「プロレス」を行うつもりであったにもかかわらず、小川の格闘技的なパンチに不意をつかれた橋本は、攻撃らしい攻撃を全く行えなかった。ゴングが打ち鳴らされた後、1人リングを占拠した小川は、両腕を水平に広げ走り回るパフォーマンスを見せ（当初、飛行機ポーズと言われたが実際はUFOをイメージしたものであった。）、「もう終わりかよ!、おいおいおいおい、冗談じゃねーぞ、オラァ!」、「新日本プロレスのファンの皆様、目を覚ましてください!」とマイクパフォーマンスを行った。リング下ではセコンド同士の言い争いに端を発し乱闘が発生しており、ついには当時引退して現場監督だった長州力がリングサイドのカメラマンを押し退けてリングに上がり、コーナーポストに座る小川に対して「小川、これがお前のやり方か?」と詰め寄った。こうして小川は暴走王として一気にステータスを上げることになる。
この時の乱闘騒ぎはいわゆるアングルではなく、プロレス史上最大級のガチンコの乱闘であったとされ、リング内外に前代未聞の大混乱が発生した。また、この時の乱闘は両陣営が顔面を拳で殴打し合い、倒れた人間を集団で踏みつけるなど通常のプロレスにおけるアングルに従った乱闘では、ご法度の危険な行為の応酬となり、小川のセコンドについた村上和成も混乱の中で飯塚高史らに集団で顔面を踏みつけられ、一時昏睡状態に陥るほどの重傷を負い入院に追い込まれている。
当時、全日本プロレスに所属していた三沢光晴は全日本プロレス中継内で、「プロレスラーが弱く見られがちな試合だった」と頑なにコメントしている。当時の全日本の選手が、テレビで新日本について語ることは異例中の異例であった。
1999年10月11日、新日本の社長に就任した藤波辰爾の意向もあり、NWA世界ヘビー級王座を賭けての橋本再起試合が決定し4度目の対戦（レフェリーは藤波。）。橋本がキックで小川を追い込むシーンも見られたが、STOの連発で橋本はグロッキー状態に。放心状態ながらも何度も立ち上がろうとする橋本を見かね、それでも試合を続行させようとするレフェリーの藤波に代わってリングサイドで試合を見守っていた猪木がリングに駆け込み、小川を殴り試合を止めTKO判定により完全に勝利した。この試合の模様は、ニュースステーション（テレビ朝日）で取り上げられるなど注目された試合であった。しかしながら、同番組の格闘技ニュースの選択のしかたが世間の注目度とずれていることがあるとの意見を持つ久米宏が降板している時期の出来事だった。
2000年1月4日、小川はタッグマッチで橋本・飯塚組と対決（小川のパートナーは村上）。試合は橋本・飯塚組が勝利したが、事実上試合は小川vs橋本、村上vs飯塚の図式となって進んだ。翌日のスポーツ紙紙面は試合結果よりも、橋本が小川を場外でV1アームロックに捉えたシーンを掲載した。

#### 橋本と最後の対戦
同年4月7日、小川は橋本と東京ドームでシングル5度目の対戦を行った。橋本は「この試合に負けたら引退する」と公表していた。このドーム大会はテレビ朝日でゴールデンタイムに生中継され、番組のコピー「橋本真也34歳 小川直也に負けたら即引退スペシャル」は大きな波紋を呼んだ。
試合は、小川が優位に試合を進めた。橋本は場外からの水面張りで奇襲を仕掛けるが、橋本がオープンフィンガーグローブを外して素手で小川にパンチを入れたことにセコンドの村上が激怒し、リング内に乱入した。この村上の乱入行為は大規模なブーイングを起こし、それが切っ掛けで一触即発だった橋本ファンと小川ファンの乱闘が観客席で起こったり、ヒートアップしたリングサイド付近の観客達が村上に向けて乱入しかけた所を警備員やスタッフらにガードされるなどした。その後は何度かSTOを仕掛けるものの橋本のSTO返しが成功し、DDTとジャンピングエルボーで小川の腕が脱臼してしまう。しかしその後の橋本の関節技で脱臼した腕がうまく嵌り、その後持ち直した小川はSTO6連発で橋本をKOした。テレビ中継は平均視聴率は15.7%、瞬間最高視聴率は24%を超え、反響を呼んだ。橋本とのシングル戦は事実上4勝1敗で勝ち越した。
橋本はスポコン!（テレビ朝日）の企画で、復帰を願い折り鶴を送った純真な少年ファンの兄弟（米川力兄弟）の声に応え、引退宣言を撤回した。試合後、小川も橋本に対して「引退するかしないかは彼自身が決めること、俺が決めることじゃない。あえて言わせてもらうとすれば、引退なんかするんじゃない」とエールを送っていた。

### PRIDE参戦
橋本との抗争後はPRIDEに参戦し、ゲーリー・グッドリッジ、佐竹雅昭に勝利した。2000年12月31日、Millennium Fighting Arts INOKI BOM-BA-YEで安田忠夫とプロレスルールで対戦し、1分38秒スリーパーホールドでレフェリーストップ勝ちした。安田戦直後のインタビューで小川は、「もう仲間同士でやりたくないよ!」と発言している。

### プロレスリング・ノアとの遭遇
2001年4月18日、宿敵だった橋本が率いるプロレスリングZERO-ONEの旗揚げ第2戦（日本武道館）に参戦。メインイベントで三沢とタッグマッチで対戦した（小川、村上vs三沢、力皇猛）。
試合序盤では小川が三沢を挑発するも、三沢はいなし続け、試合中盤で力皇を捕らえている時に三沢がカットに入り、エルボーを食らったのが三沢との初遭遇となった。
食らい慣れていないエルボーの連発に倒れこんだ小川は仕切り直してスタンド状態で三沢と対峙し、ミドルキックをいなされると片足にタックルを仕掛けたが三沢はこれを堪え、がぶる事なく小川の首を上から押さえこみ、主導権を取ろうとグラウンドで動き回る小川に対し的確に背後を取るといったレスリング技術を見せた。
対する小川は三沢の足を取りながら立ち上がり、がぶろうとする三沢を大腰でマットに投げ返すとそのまま押さえ込みつつマウントを奪う。小川のパンチを上から浴びせられる三沢はガードを固めマウントからは自力で脱出できないが、力皇が小川の背後から大相撲仕込みの突進を見舞いカット。
試合はその後、場外へ落ちた小川を力皇が追い、二人が争ってる最中にリング上で村上が三沢のバックドロップ気味のジャーマン3連発を食らってフォール負けを喫する。
当然、暴れ足りない小川はゴングが鳴った後、リングに上がり三沢に殴りかかった。小川に対し反撃をしない三沢だったが、ノアの選手が上がってきて小川は袋叩きにされ、橋本らもリングに上ってきたが力皇らに押さえ込められ、挙句にはノア陣営全員で勝ち名乗りをされ圧倒されてしまう。これに小川はマイクを取り、「三沢、数さえ揃えば勝てると思ってるんじゃねえぞこの野郎!」とマイクを投げつけたが、解説の馳浩と吉田秀彦に「負け惜しみですね」「小川は悔しくて眠れないでしょうね」と言われてしまった。

### OH砲結成
2002年頃から小川は猪木との方向性の違い、元々総合ではなくプロレスラー志向が強かったこともあり、主戦場をZERO-ONEのリングとし、小川のかつての宿敵・橋本と「OH砲」を結成する。「刈龍怒」（かりゅうど）（小川のSTOと橋本の水面蹴りを合わせた合体技）、「オレごと刈れ」（ジャーマン・スープレックスをかける橋本に相手ごとSTOをかける技）といった合体技を開発した。
新日本への参戦時代は、ビッグマッチへのスポット参戦が中心だったことから同時期にデビューしたレスラーに比べてプロレスのキャリア不足は否めなかったが、この頃からマイクパフォーマンスが饒舌になり、小川もプロレスラーとして成長した。

### ハッスル参戦
2004年1月から、小川はPRIDEを主催するドリームステージエンターテインメント（DSE）と、主戦場とするZERO-ONEが共催して始まった「ハッスル」に登場を果たす。当時のZERO-ONEの掛け声であった「3、2、1、ゼロワーン!」を流用した「3、2、1、ハッスル!、ハッスル!」という掛け声とポーズが有名となり、当時プロ野球選手の清原和博や当時自民党幹事長であった安倍晋三もこのポーズを行っている。
ハッスル開催に先立つ2003年暮れ、1月から本格的にDSEが立ち上げるエンターテインメントプロレス（ショー的なプロレス）・ハッスルの記者会見が行われ、ある記者の「ハッスル1開催（2004年1月4日）の直前にPRIDEがあるが、それが終了した直後にハッスルが開催されることに興行的に何か影響は無いか?」という質問に対して、DSE社長の榊原信行が「PRIDEは既に何度か開催しておりますし、ハッスルに関してはプロレス（ショー）という事なんで…」とプロレスを格下扱いした回答をしたため、壇上に同席していた小川が「ゴチャゴチャ言ってんじゃねぇオラァ!!何がハッスル1だよ。ふざけたこと抜かしやがってプロレスなめてんだろ、お前!あぁ⁉」とテーブルをひっくり返し、同席していた橋本の制止が無ければ殴りかからんとする暴挙に出たため、記者会見が中止になるという騒ぎで幕を開けた。
小川はハッスルの普及を目的に同年4月からのPRIDEグランプリに参戦、ステファン・レコと対戦し左フックでダウンを奪い肩固めによる一本勝ちし、ジャイアント・シルバにはマウントパンチでTKO勝ち。準決勝ではエメリヤーエンコ・ヒョードルと対戦したが、1R54秒腕ひしぎ十字固めで小川の一本負けとなった。小川は、勝っても負けても試合後はハッスルの宣伝に努め、観客と共にハッスルポーズの大合唱をした。ヒョードル戦は敗れはしたが、試合後に会場外で行われたハッスルPRイベントに集まったファンが熱烈な小川コールを送った。
PRIDEでの敗退後、高田総統に「54秒で負けたという理由で出場停止にしたらどうだ!」という言い分により、小川は54日間のハッスルへの出場停止となった。しかし、ハッスル5では小川直也ではなく「キャプテン・オー（後にジュードー・オー）」としてメインに出場した。
同年9月にシングルCD「ハッスル音頭」を発売し、テレビの歌番組にも出演する。なお、2005年6月には、同じシングルCD「勝手に侵略者」（テレビ東京系アニメ「ケロロ軍曹」の4代目エンディングテーマ曲）を岩佐真悠子とのデュエットで発売している。同年11月にはフォトエッセイ（写真集）「裸の選択」を発売。リング上だけでは分かり得ないプロレスラーの表情を伝えている。
2005年12月31日、「PRIDE 男祭り 2005」のメインイベントで吉田秀彦戦が行われた。この年の7月、突然の病気で亡くなった小川の戦友・橋本の入場曲である「爆勝宣言」の前奏が流れて登場、その後は小川のオリジナルテーマが流れるが、エレベーターを降り花道に足を踏み入れた瞬間、「爆勝宣言」に曲が変わった。前奏が鳴ると共に観客の驚きの声、そして「爆勝宣言」が場内に鳴り響くと観客達はハシモト（またはオガワ）コールを叫んだ。曲が変わった直後、小川は一瞬こみ上げるものがあり表情が崩れている。
試合は吉田に腕ひしぎ十字固めで見込み一本負けを喫したが、小川は試合後のリング上、マイクで実は試合序盤の吉田のヒールホールドで「足（の骨が）、折れちまったよ」と告白した（試合中に骨が折れる音をマイクが拾っている。）。最後には吉田自身の信念により拒否こそされたものの、まともに立てない状態ながらハッスルポーズを決め、締めた。このことに関しては吉田も後のインタビューで、「自分ならばあのような状態では戦えない」と語っており小川の力と根性に対しては一定の理解を示した。小川は吉田に対しては後のインタビューで、「あいつは勝ち負けが全てだが、頑張っているあいつの人生についても認めているよ」と理解していた。
2007年6月、ハッスルのストーリーでは高田モンスター軍に移籍。『セレブ小川』として活動し、卑劣な戦法や相手レスラーを罵倒する守銭奴キャラを見せ、観客から大ブーイングや「しょっぱい」コールを浴びる。高田総統から「ハッスルから休養させる」と命じられ、小川本人はそれを受理し一時的に離脱した。

### IGF
2007年6月29日、猪木が主催するIGF旗揚げ戦「闘今 BOM-BA-YE」に参戦。マーク・コールマンに6分44秒スリーパーホールドで勝利。以降、IGFを主戦場とする。
2007年12月20日、「GENOME2」のメインイベントで安田と対戦。レフェリーにまで暴行を加え、師匠の猪木に造反するものの裸絞めで失神させられた。
2008年2月16日、「GENOME3」でジョシュ・バーネットと対戦、4分48秒腕ひしぎ十字固めで一本負けを喫するも、ロープに手がかかっていたと小川が抗議。すぐに再戦が行われ、5分13秒STOボンバーからの片エビ固めで勝利を収めたが試合後は乱闘となり、来場した田村潔司とも小競り合いとなり波紋を残した。
2010年7月、筑波大学大学院人間総合科学研究科博士前期課程コーチング学専攻に合格。ジャンボ鶴田と全く同じ学科・専攻の後輩となった。
2011年4月より同大学にて岡田弘隆の指導を受け、柔道指導者としての理論を学んだ。なおプロレスラーとしての活動も継続しており、2011年8月27日に行われた「INOKI GENOME 〜Super Stars Festival 2011〜」では澤田敦士との対戦で久々にリングに上った。
2012年12月31日、INOKI BOM-BA-YE 2012で藤田和之と対戦したが、レフェリーストップ負けを喫した。2013年3月、筑波大学大学院を修了。
2016年2月26日のIGF・東京ドームシティホール大会で青木真也と対戦して勝利。
2018年6月11日、「息子（小川雄勢）の指導に専念したい」として、プロレス及び総合格闘技を引退して柔道界への復帰を目指す方針を明らかにした。

## 総合格闘技の戦績
| 総合格闘技 戦績 | 総合格闘技 戦績 | 総合格闘技 戦績 | 総合格闘技 戦績 | 総合格闘技 戦績 | 総合格闘技 戦績 | 総合格闘技 戦績 |
| --------------- | --------------- | --------------- | --------------- | --------------- | --------------- | --------------- |
| 9 試合          | (T)KO           | 一本            | 判定            | その他          | 引き分け        | 無効試合        |
| 7 勝            | 2               | 5               | 0               | 0               | 0               | 0               |
| 2 敗            | 0               | 2               | 0               | 0               | 0               | 0               |

| 勝敗 | 対戦相手                     | 試合結果                             | 大会名                                                      | 開催年月日     |
| ×    | 吉田秀彦                     | 1R 6:04 腕ひしぎ十字固め             | PRIDE 男祭り 2005 頂-ITADAKI-                               | 2005年12月31日 |
| ×    | エメリヤーエンコ・ヒョードル | 1R 0:54 腕ひしぎ十字固め             | PRIDE GRANDPRIX 2004 決勝戦 【ヘビー級グランプリ 準決勝】   | 2004年8月15日  |
| ○    | ジャイアント・シルバ         | 1R 3:29 TKO（マウントパンチ）        | PRIDE GRANDPRIX 2004 2nd ROUND 【ヘビー級グランプリ 2回戦】 | 2004年6月20日  |
| ○    | ステファン・レコ             | 1R 1:34 肩固め                       | PRIDE GRANDPRIX 2004 開幕戦 【ヘビー級グランプリ 1回戦】    | 2004年4月25日  |
| ○    | マット・ガファリ             | 1R 1:56 TKO（左ストレート→パウンド） | 世界最強伝説 UFO LEGEND                                     | 2002年8月8日   |
| ○    | 佐竹雅昭                     | 2R 2:01 スリーパーホールド           | PRIDE.11                                                    | 2000年10月31日 |
| ○    | ロブ・ピータース             | ギブアップ                           | UFO Europe: Free Fight Gala                                 | 1999年11月28日 |
| ○    | ゲーリー・グッドリッジ       | 2R 0:36 V1アームロック               | PRIDE.6                                                     | 1999年7月4日   |
| ○    | Rens Vrolijk                 | 1R 2:51 チョークスリーパー           | Red Devil Free Fight 1                                      | 1999年9月27日  |

## 人物
- バルセロナオリンピックでは銀メダルに終わったことで、表彰台では終始俯き加減な態度だったためにマスコミや世間から激しいバッシングを受けたことがある[19][39]。
- 柔道家時代は寡黙で口数の少ない印象で知られた。プロレスラーとなってからは積極的なパフォーマンスでイメージ・チェンジに成功したが、普段は大変温厚で「クソ真面目」と言われるほどであり、小川と同様に柔道家から格闘家に転向した吉田も「派手なパフォーマンスとかギャグとか、あんなに話せる人だとは思わなかった」と柔道家時代とのギャップに驚いた旨を語っている。
- 前述の通り、JRA時代は競馬場の警備担当として開催中の場内の巡回を主な業務としていたが、1990年の第35回有馬記念での警備巡回では、当時のアイドルホースだったオグリキャップの引退レースとなったため、集まった観客の余りの多さに動けずに立往生し一緒に巡回していた上司らとともにレース終了直後まで警備巡回を一旦中止した。しかし立往生した場所がコースの見える位置であったことから、立往生を逆手に取って上司らと一緒にレースを観戦し、そのままスタンドでオグリキャップの優勝を目撃する。小川はそれまで成績不振だったオグリの激走を目の当たりにし、自身の柔道の励みになったと後日述懐している[40]。
- 2004年にPRIDEに参戦して連勝した後、世間の注目が上がりCMの依頼も殺到した。同年、JRAゴールデンジュビリーキャンペーンのメインイベント・ジャパンカップ当日には東京競馬場に退職後初めてJRA主催のイベントに訪れてスピーチを行った。
- 2005年2月11日、ハッスルでインリン様に敗戦した時は「プロレスとはいえ、元柔道世界チャンピオンの面汚しだ」等の批判も聞かれた。なお、小川はプロレスデビュー以降対戦相手から直接3カウントを取られた経験が無く、これが実質的な初のピンフォール負けであった。この事になぞらえて2002年にフジテレビの番組「力の限りゴーゴゴー!!」内で原田泰造と堀内健が睡眠中の小川の部屋に忍び込み、3カウントを奪取すると言うドッキリ企画が敢行された事があった。
- 2007年現在、高額納税者番付のスポーツ選手部門に公示ランクインした最後のプロレスラーである。納税額からその年の小川の年収が億単位にも上っていたことが推定されたため、小川の（特にハッスルにおける）ギャラが当時のファンやプロレスマスコミの間で話題となった。
- 大のディズニー好き・ディズニー通としても知られており、東京ディズニーランドや東京ディズニーシーの特集番組などにしばしば出演している。ディズニー・チャンネルの『ディズニーパラダイス』では番組の最終回に出演した。
- 巨人ファンである（特に清原和博のファン）。
- 出身地ではないが現在、居住している茅ヶ崎市[要出典]を愛しており、2006年4月には市内に小川道場を開設したのを始め、茅ヶ崎市主催の成人式やサザンオールスターズの茅ヶ崎凱旋ライブ（茅ヶ崎ライブ）にゲストとして参加している。2013年5月には全国少年柔道大会団体戦で優勝を勝ち取るまでになった[41]。
- 後に2008年の北京オリンピックの柔道男子100kg超級で金メダルを獲得した石井慧が高校生時代、稽古をつけてもらいに小川の元を訪ねたことがある。小川は当初、石井に口も利かなかったが、そのうちに「ハートがいい」と認めた。以後石井とは親交が続いており、北京オリンピック直後には石井に「『破壊なくして創造はなし』という橋本の精神を継いで欲しい」として「真・破壊王」の称号を与えたほど[42]。しかし石井が総合格闘技に転向した際、「お前が石井をそそのかしたんだろうと周囲の人間に言われたが、俺が一番（石井の総合転向に）反対した」とコメントしている[43]。
- 2008年9月28日には、石井が北京オリンピックで獲得した金メダルを小川道場に寄贈した。寄贈後に石井が大外刈りを披露すると、小川は石井の大外刈りを「STI（スペース・トルネード・イシイ）」と命名した[44]。
- 橋本の死因はファースト・オン・ステージにあるという疑念を持っており、ZERO1とは二度と絡みたくないことをGENOME13に不参戦を表明した際にブログで明かしている。一方、FOS側は中村祥之がブログ上でGENOME13に参戦オファーはないと表明しており、その上で「プロレスのことは忘れてもらって大学に通っててください」とコメントを返している。
- 将来、家業を継ぐことを念頭に父親から宅地建物取引士資格取得を勧められ、業界未経験ながら受験を決意。数年にわたり不合格が続いたが、通信教材を活用するなどし2023年の宅地建物取引士試験に合格した。
- かつてのライバルであった橋本真也とはその後、和解している。

## 得意技

### フィニッシュ・ホールド
STO（スペース・トルネード・オガワ）
小川を象徴する技。初期のSTOは大外刈りをそのまま改良した、後頭部をマットに強打する受け身の取りづらい非常に危険な技でもあった。初期STOはたった1発で試合を完全にひっくり返すほどの威力と説得力があり、引退試合で6連発を喰らった橋本は完全KO、4連発を喰らった藤原喜明は失神ドクターストップ、山崎一夫に至っては完全状態のSTOが決まってしまい、会場外の通路にまで衝撃音が響く等の数々の逸話を残した。あまりにも与えるダメージと危険度が高すぎるため、その後は「膝を立ててゆっくり倒す」という現在のSTOが完成した。
STOボンバー（スペース・トルネード・オガワ・ボンバー）
GTO（グラント・トルネード・オガワ）
小川のフィニッシュホールド。“Ground Tornade Ogawa”の略。
相手を片羽絞めに捕らえ、背中からマットに倒れこんで相手の胴を両足で挟み込み絞め上げる。
STT（スペース・トルネード・竜巻谷落とし）
SOS（スピニング・オクトパスホールド・スペシャル）
トライアングルサブミッション
小川のオリジナルサブミッション。
うつ伏せに倒れた相手の上に覆いかぶさって相手の首を両足で挟み込み、相手の左足国を右脇に抱え込んでマットに転がり相手を仰向けにひっくり返して絞り上げる。
スリーパーホールド
通常、胴締めの2種類を使用する。
スーパーセレブ
小川がハッスル (プロレス団体)に参戦時代に使用していたフィニッシュホールド。
相手をカナディアンバックブリーカーで担ぎ上げ、しばらく相手の腰を痛めつけてから体をひねって相手の胴に腕を引っかけながら前のめりに倒れ込み、相手の背中からマットに叩きつける。
V1アームロック

### 関節技
足4の字固め

### 投げ技
払い腰
掬い投げ
ジャーマンスープレックス
バックドロップ

### 打撃技
エルボー
パンチ
パウンド
各種キック
ローキック、ミドルキック、ハイキック、ローリング・ソバット
膝蹴り
サッカーボールキック
相手を尻餅状態にしておいて、走りこんで背中に思いっきりキックを入れる。又は、相手が倒れた状態で自らコーナーまで一旦後退して距離を取ってからは相手が体を起こそうとするのを待ち構え、四つん這いになった相手に助走をつけて近づいて相手の顔面を蹴り上げる。2種類を使用する。

## 入場曲
- 風の音

デビュー最初期は入場曲が未完成だったため、数試合だけではあるが効果音のみを流していた。
- S.T.O

風の音に新規製作された曲を乗せたもので管楽器とストリングスを多用しており、同じ柔道出身の坂口征二の入場曲を意識した構成になっている。新日本プロレス参戦時代、この曲で入場していたが新日本を離脱して路線変更した後に興行に合わせて曲を使い分けるようになり、この曲を使用していた時期は比較的短期間である。
- ハッスルトレイン
- Fighting Artists〜Next One〜
- ギャラクシー・エクスプレス（国吉良一） ※オリジナルは子門真人のアルバムに収録

NWA世界ヘビー級王者のテーマ曲。NWA世界ヘビー級王者とセレブ小川の時に流していた。
- 爆勝宣言

橋本の代名詞とも言える曲で、橋本の死後は大一番の試合で使用している。

## タイトル歴
プロレスリングZERO-ONE
- NWA世界ヘビー級王座
- NWAインターコンチネンタルタッグ王座

プロレス大賞
- 1997年度プロレス大賞 話題賞
- 1999年度プロレス大賞 敢闘賞

## メディア出演

### 映画
- 40歳問題（2008年） ※ドキュメント映画
- ウルヴァリン:SAMURAI（2013年） - ヤクザ役

### テレビ
- 2005年10月3日放送の日本テレビ系極上ワールドレコーズ 芸能人ドリームマッチ 僕らも世界一になっていいですか? スペシャル2では「車庫入れドリフト」で優勝（使用車種はトヨタ・カローラAE100系）。
- 人気者でいこう!（ABCテレビ、2000年8月8日・2007年1月2日）
  - 芸能人格付けチェック※2回出演
- オールスター感謝祭（TBSテレビ）※「ぬるぬる大相撲」
- とんねるずのみなさんのおかげでした（フジテレビ）※「前略、道の駅より」男気ジャンケンレギュラー
- めちゃ2イケてるッ! 春の3時間超SP!【赤恥トップアスリート抜き打ち学力テスト】（2015年4月4日、フジテレビ）

### ドラマ
- 新宿暴走救急隊（2000年、日本テレビ） - 本人役

- フードファイト（2001年、日本テレビ） - 梁役
- 歓迎!ダンジキ御一行様（2001年、日本テレビ） - 満福役
- ゴールデンボウル（2002年、日本テレビ） - 館野五郎（ゴリ）役
- 電車男（2005年、フジテレビ） - 借金取り役
- 陽炎の辻〜居眠り磐音 江戸双紙〜（2007年、NHK総合　美濃部大監物）
- 佐々木夫妻の仁義なき戦い（2008年、TBS） - ウエイター役
- ドラえもん、母になる〜大山のぶ代物語〜（2015年12月13日、NHK BSプレミアム） - たてかべ和也（ジャイアン）役[45]
- シティーハンター（2018年、日本テレビ） - 伊集院隼人（海坊主）役

### CM
- Jミート（2004年）
- 日清食品 ごんぶと（2004年）
- AOKI（2004年）
- 北海道ろうきん（2004年、2005年）
- トヨタ自動車（2011年） - 30歳のジャイアン役
- DMM.com証券（2014年） - ローラと清原和博と共演

### 声優
- セイブ・ザ・ワールド（DVD特典として小川と橋本真也による「ハッスル吹き替え」を収録。小川はマイケル・ダグラスの日本語吹き替えを担当している）

### パチンコ
- 2005年秋に「CRフィーバー暴走王 小川直也」が登場。スーパーリーチでは鶏に扮したり刑事に扮したりと、コミカルな演出が好評であった。大当たりラウンド中の確変を賭けたバトルの対戦相手には、藤井軍鶏侍とグレートデビルが登場している。しかし、主戦場とするハッスルの大スポンサーである京楽産業.でなく、ライバル会社のSANKYOから本機を出したことについては、様々な憶測を呼んだ。

### 音楽活動
- ハッスル音頭（作詞を担当している）
  - 2004年8月15日にインディーズで発売。ドリームステージエンターテインメントがPRIDEヘビー級グランプリの会場で限定発売し、売れ行きが好調だったため同年9月16日にビクターエンタテインメントからメジャー発売された[46]。
- 勝手に侵略者（岩佐真悠子とのデュエット曲。テレビ東京の番組「ケロロ軍曹」の4代目エンディング曲）

### 著書
- 「反則ですか?」対橋本真也戦闘魂録（アミューズブックス、2000年2月）ISBN 4906613519